# 莫戈罗
莫戈罗（義大利語：Mogoro），是意大利奥里斯塔诺省的一个市镇。总面积48.94平方公里，人口4518人，人口密度92.3人/平方公里（2009年）。ISTAT代码为095029。